# Piper mollicomum
Piper mollicomum är en pepparväxtart som beskrevs av Carl Sigismund Kunth. Piper mollicomum ingår i släktet Piper och familjen pepparväxter. Inga underarter finns listade i Catalogue of Life.